# Liste der Kreisstraßen im Landkreis Ebersberg
Die Liste der Kreisstraßen im Landkreis Ebersberg ist eine Auflistung der Kreisstraßen im bayerischen Landkreis Ebersberg mit deren Verlauf.

## Abkürzungen
- EBE: Kreisstraße im Landkreis Ebersberg
- ED: Kreisstraße im Landkreis Erding
- M: Kreisstraße im Landkreis München
- MÜ: Kreisstraße im Landkreis Mühldorf am Inn
- RO: Kreisstraße im Landkreis Rosenheim
- St: Staatsstraße in Bayern

## Liste
Nicht vorhandene bzw. nicht nachgewiesene Kreisstraßen werden in Kursivdruck gekennzeichnet, ebenso Straßen und Straßenabschnitte, die unabhängig vom Grund (Herabstufung zu einer Gemeindestraße oder Höherstufung) keine Kreisstraßen mehr sind.
Der Straßenverlauf wird in der Regel von Nord nach Süd und von West nach Ost angegeben.
| Nr. EBE | Verlauf |
| ------- | --- |
| EBE 1   | (M 1 im Landkreis München) – Landkreisgrenze – Grub – EBE 17 – Poing – EBE 2 – Garkofen – St 2081 in Anzing |
| EBE 2   | St 2332 in Pliening – Ottersberg – Poing – EBE 1 – Angelbrechting – Neufarn – EBE 5 – St 2081 in Purfing |
| EBE 4   | (M 1 im Landkreis München) – Landkreisgrenze – Weißenfeld – EBE 17 – St 2081 in Wolfesing |
| EBE 5   | EBE 17 in Parsdorf – Neufarn – EBE 2 – Froschkern – Anzing – St 2081 – Unterasbach – Heilig Kreuz – Niederried – St 2080 in Schwaberwegen                                                                                |
| EBE 6   | – EBE 20 – Schützen – Landkreisgrenze – (MÜ 46 im Landkreis Mühldorf am Inn) |
| EBE 8   | St 2080 in Wiesham – St 2089 – Nettelkofen – Grafing-Bahnhof – St 2351 – EBE 13 |
| EBE 9   | St 2080/St 2089 in Grafing bei München – Neudichau – Schaurach – Biebing – EBE 20 – Jakobneuharting – Hochholz – Landkreisgrenze – (RO 43 im Landkreis Rosenheim)                                                        |
| EBE 10  | EBE 20 in Tegernau – Moosen – Herrnholz – Hirschbichl – Emmering – St 2079 – Haus – Einholz – Kronau – Landkreisgrenze – (RO 50 im Landkreis Rosenheim)                                                                  |
| EBE 12  | /St 2081 – Buch – Altenburg – St 2351 in Moosach |
| EBE 13  | St 2089 in Grafing bei München – EBE 8 – Pienzenau – Bruck – EBE 15 – Westerndorf – Glonn – St 2351 – St 2079 – Überloh – Landkreisgrenze – (RO 2 im Landkreis Rosenheim)                                                |
| EBE 14  | (M 10 im Landkreis München) – Landkreisgrenze – Neuorthofen – Egmating – St 2081 – Kastenseeon – Reinstorf – St 2079 in Glonn                                                                                            |
| EBE 15  | EBE 13 – Hermannsdorf – St 2079 – Witting – Kulbing – Netterndorf – Antholing – Landkreisgrenze – (RO 8 im Landkreis Rosenheim)                                                                                          |
| EBE 17  | EBE 17 in Poing – Parsdorf – EBE 5 – Weißenfeld – EBE 4 – in Vaterstetten |
| EBE 18  | (ED 11 im Landkreis Erding) – Landkreisgrenze – St 2332 in Markt Schwaben |
| EBE 20  | EBE 6 – Graben – Niederaltmannsberg – Abersdorf – Steinhöring – Tulling – Sensau – Lochen – Frauenneuharting – Haus – Jakobneuharting – EBE 9 – Aichat – Tegernau – EBE 10 – Gersdorf – Steinkirchen – St 2079 in Aßling |